# Hubert Luschka der Jüngere
Hubert Luschka (* 27. Oktober 1870 in Tübingen; † 30. Oktober 1927 in München) war ein deutscher Landwirtschaftslehrer und Agrarpolitiker.

## Leben
Hubert Luschka studierte Landwirtschaft an der Landwirtschaftlichen Akademie Hohenheim, wo er Mitglied der Akademischen Gesellschaft Gemütlichkeit, des späteren Corps Germania Hohenheim wurde. Nach dem Studium wurde er Landwirtschaftslehrer an der 1897 gegründeten ersten Landwirtschaftsschule Bayerns in Kaufbeuren. Er war Generalsekretär des Bayerischen Landwirtschaftsrates.
Als Agrarpolitiker trat Luschka für die Zusammenführung der Bauernvereine ein. Insbesondere aufgrund seines am 17. September 1924 auf einer Bauernversammlung in Tittling gehaltenen Referats „Warum braucht die Landwirtschaft einen Zusammenschluß?“ gilt er als Wegbereiter der Zusammenarbeit der Bauernvereine in der Grünen Front.

## Auszeichnungen
- Ernennung zum Landesökonomierat